# Cerniébaud
Cerniébaud è un comune francese di 68 abitanti situato nel dipartimento del Giura nella regione della Borgogna-Franca Contea, non lontano dal confine con la Svizzera.

## Società

### Evoluzione demografica
Abitanti censiti